# Arianna Criscione
Arianna Criscione (Whittier, 18 febbraio 1985) è una calciatrice statunitense naturalizzata italiana, portiere del Paris Saint-Germain.

## Carriera

### Club
Arianna, nata a Whittier, in California, in una famiglia di discendenze italiane, cresce calcisticamente negli Stati Uniti d'America, giocando prima nella squadra femminile di calcio dell'Università della California, Los Angeles quindi passando al Boston College Eagles squadre che giocano nella National Collegiate Athletic Association (NCAA). Nel 2008 si trasferisce in Europa per sottoscrivere un contratto con il Danmark, società di Uppsala che milita nella massima divisione del campionato svedese femminile di calcio.
Si trasferisce in Italia, chiamata a giocare con la Torres, squadra di Sassari che ha appena conquistato il suo quarto scudetto nel campionato di Serie A 2009-2010. Con le isolane inizia una nuova serie positiva collezionando tre scudetti consecutivi, una Coppa Italia e quattro Supercoppe.
Al termine del campionato 2013-2014 decide di trasferirsi all'estero accordandosi con il Twente, società olandese che ha conquistato per il secondo anno consecutivo lo scudetto nella BeNe League. Con la società di Twente rimane la sola stagione 2014-2015.
Durante il calciomercato estivo 2015 trova un nuovo accordo con una società francese, il Saint-Étienne, per giocare in Division 1 Féminine per la stagione 2015-2016. Nel campionato francese trova però poco spazio, scendendo in campo in sole due occasioni in D1 e una in Coupe de France.
Pur avendo un contratto anche per la seguente Criscone decide di lasciare la società per tornare, dopo otto anni, in Svezia, accettando la proposta del Kungsbacka DFF per giocare in Elitettan, il secondo livello del campionato nazionale, dalla seconda parte della stagione 2016, rinnovando l'impegno anche per la stagione seguente.
Nell'estate 2017 fa ritorno in Francia, sottoscrivendo un accordo con il Saint-Malo per la stagione entrante, giocando in Division 2 Féminine; alla sua prima stagione con la nuova squadra il suo impiego è limitato a 4 presenze in campionato alle quali si aggiunge una sola presenza in coppa.
Il 18 luglio 2019 viene annunciata come nuova giocatrice del Paris Saint Germain, dove ha affiancato Katarzyna Kiedrzynek e Christiane Endler come terzo portiere della squadra.

### Nazionale
Il commissario tecnico Antonio Cabrini la convoca nella nazionale di calcio femminile dell'Italia in occasione del raduno del 10 giugno 2012 in previsione di utilizzarla nell'ambito del Campionato europeo femminile di calcio 2013. Successivamente, nel 2014, farà parte delle Azzurre nelle partite della settima edizione della Cyprus Cup.

## Statistiche

### Cronologia presenze e reti in nazionale
| Cronologia completa delle presenze e delle reti in nazionale ― Italia | Cronologia completa delle presenze e delle reti in nazionale ― Italia | Cronologia completa delle presenze e delle reti in nazionale ― Italia | Cronologia completa delle presenze e delle reti in nazionale ― Italia | Cronologia completa delle presenze e delle reti in nazionale ― Italia | Cronologia completa delle presenze e delle reti in nazionale ― Italia | Cronologia completa delle presenze e delle reti in nazionale ― Italia | Cronologia completa delle presenze e delle reti in nazionale ― Italia |
| Data                                                                  | Città                                                                 | In casa                                                               | Risultato                                                             | Ospiti                                                                | Competizione                                                          | Reti                                                                  | Note                                                                  |
| --------------------------------------------------------------------- | --------------------------------------------------------------------- | --------------------------------------------------------------------- | --------------------------------------------------------------------- | --------------------------------------------------------------------- | --------------------------------------------------------------------- | --------------------------------------------------------------------- | --------------------------------------------------------------------- |
| 18-12-2011                                                            | San Paolo                                                             | Italia                                                                | 6 – 0                                                                 | Cile                                                                  | Torneio Internacional 2011                                            | -                                                                     |                                                                       |
| 4-3-2012                                                              | Paralimni                                                             | Italia                                                                | 2 – 1                                                                 | Scozia                                                                | Cyprus Cup 2012                                                       | -1                                                                    |                                                                       |
| 10-3-2014                                                             | Larnaca                                                               | Italia                                                                | 1 – 1                                                                 | Italia                                                                | Cyprus Cup 2014                                                       | -1                                                                    |                                                                       |
| Totale                                                                |                                                                       | Presenze                                                              | 3                                                                     |                                                                       | Reti                                                                  | -2                                                                    |                                                                       |

## Palmarès

### Club
- Campionato italiano: 3

Torres 2010-2011, 2011-2012, 2012-2013
- Coppa Italia: 1

Torres 2010-2011
- Supercoppa italiana: 4

Torres 2010, 2011, 2012, 2013
- Campionato olandese: 1

Twente: 2014-2015
- Coppa dei Paesi Bassi: 1

Twente: 2014-2015
- Campionato francese: 1

Paris Saint-Germain: 2020-2021